# Zjednoczeni dla Śląska
Zjednoczeni dla Śląska – komitet wyborczy wyborców startujący w wyborach parlamentarnych w 2015 na terenie województwa śląskiego. Został utworzony głównie przez działaczy mniejszości niemieckiej i Ruchu Autonomii Śląska. Formalnie został uznany za komitet mniejszości niemieckiej, w związku z czym został zwolniony z obowiązku przekroczenia pięcioprocentowego progu wyborczego.
Komitet powstał z inicjatywy Towarzystwa Społeczno-Kulturalnego Niemców Województwa Śląskiego oraz Niemieckiej Wspólnoty „Pojednanie i Przyszłość”, kierowanej przez Dietmara Brehmera. Do wspólnego startu zaproszono organizacje śląskie, w tym RAŚ. Udziału w komitecie stanowczo odmówił Związek Górnośląski. Komitet zapowiadał start do Sejmu RP w trzech okręgach: katowickim, gliwickim i rybnickim. Szefem sztabu wyborczego ZdŚ został Dietmar Brehmer. Ostatecznie komitet zarejestrował listy w okręgach katowickim i rybnickim. Nie wystawił kandydatów do Senatu. Liderem listy w okręgu katowickim został popierany przez RAŚ Zbigniew Kadłubek. Z drugiego miejsca wystartował Dietmar Brehmer. W okręgu rybnickim listę otworzyła działaczka mniejszości niemieckiej Anna Ronin, a z drugiego miejsca wystartował aktywista RAŚ Marek Polok.
Komitet otrzymał w wyborach 18 668 głosów (0,12% w skali kraju), co nie pozwoliło na uzyskanie żadnego mandatu poselskiego.